# Ingrid Becker
Ingrid Mickler-Becker, nemška atletinja, * 26. september 1942, Geseke, Nemčija.
Nastopila je na poletnih olimpijskih igrah v letih 1960, 1964, 1968 in 1972. Osvojila je naslova olimpijske prvakinje v peteroboju leta 1968 in štafeti 4x100 m leta 1972. Na evropskih prvenstvih je osvojila naslova olimpijske prvakinje v skoku v daljino in štafeti 4x100 m ter srebrni medalji v teku na 100 m in štafeti 4x100.